# Reuben Robie

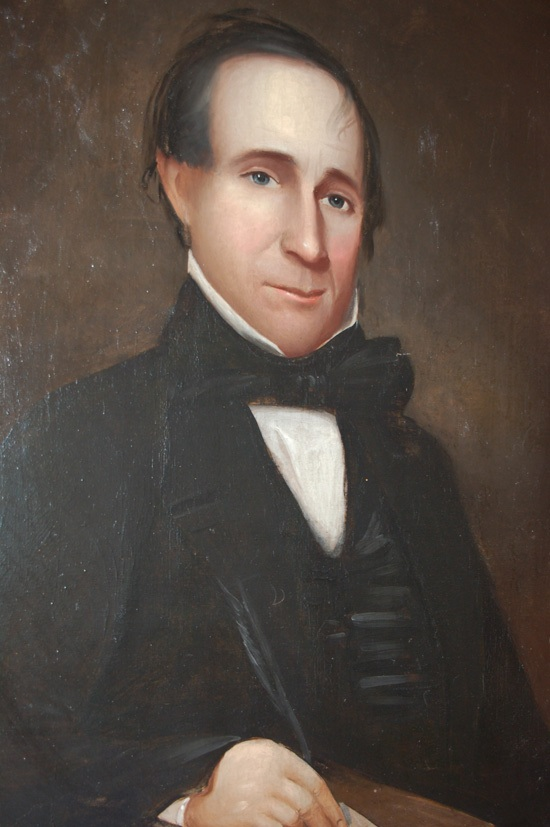
Reuben Robie

Reuben Robie (* 15. Juli 1799 in Corinth, Orange County, Vermont; † 21. Januar 1872 in Bath, New York) war ein US-amerikanischer Politiker. Zwischen 1851 und 1853 vertrat er den Bundesstaat New York im US-Repräsentantenhaus.

## Werdegang
Reuben Robie besuchte die öffentlichen Schulen seiner Heimat. Im Jahr 1819 kam er nach Bath im Staat New York, wo er ab 1822 im Handel arbeitete. Zwischen 1825 und 1830 war er als Town Clerk bei der dortigen Verwaltung angestellt. In den Jahren 1831 und 1832 fungierte er als Ortsvorsteher (Town Supervisor). Von 1837 bis 1841 war er dort auch Posthalter. Später war er in den Jahren 1844 bis 1847 Kämmerer im Steuben County. Politisch schloss er sich der Demokratischen Partei an.
Bei den Kongresswahlen des Jahres 1850 wurde Robie im 30. Wahlbezirk von New York in das US-Repräsentantenhaus in Washington, D.C. gewählt, wo er am 4. März 1851 die Nachfolge von David Rumsey antrat. Da er im Jahr 1852 auf eine weitere Kandidatur verzichtete, konnte er bis zum 3. März 1853 nur eine Legislaturperiode im Kongress absolvieren. Diese war von den Ereignissen im Vorfeld des Bürgerkrieges geprägt. Dabei stand die Frage der Sklaverei im Zentrum der Auseinandersetzungen.
Nach dem Ende seiner Zeit im US-Repräsentantenhaus war Reuben Robie wieder im Handel tätig. Er starb am 21. Januar 1872 in Bath.